# Thetidia powellaria
Thetidia powellaria là một loài bướm đêm trong họ Geometridae.